# Cottage garden
Pour les articles homonymes, voir Cottage et Garden.
Un cottage garden ou english cottage garden (jardin de cottage anglais) est une variante britannique traditionnelle de jardin à l'anglaise.

## Histoire
Ce type informel de petit jardin de charme, poétique et romantique de cottage cosy de campagne anglaise, remonte au Moyen Âge médiéval britannique, où il se répand au début du XIXe siècle avec l'apogée du romantisme britannique, durant l'ère industrielle de l'époque victorienne, puis avec des auteurs-jardiniers anglais influents tels que Vita Sackville-West, Gertrude Jekyll, ou William Robinson (en)... 

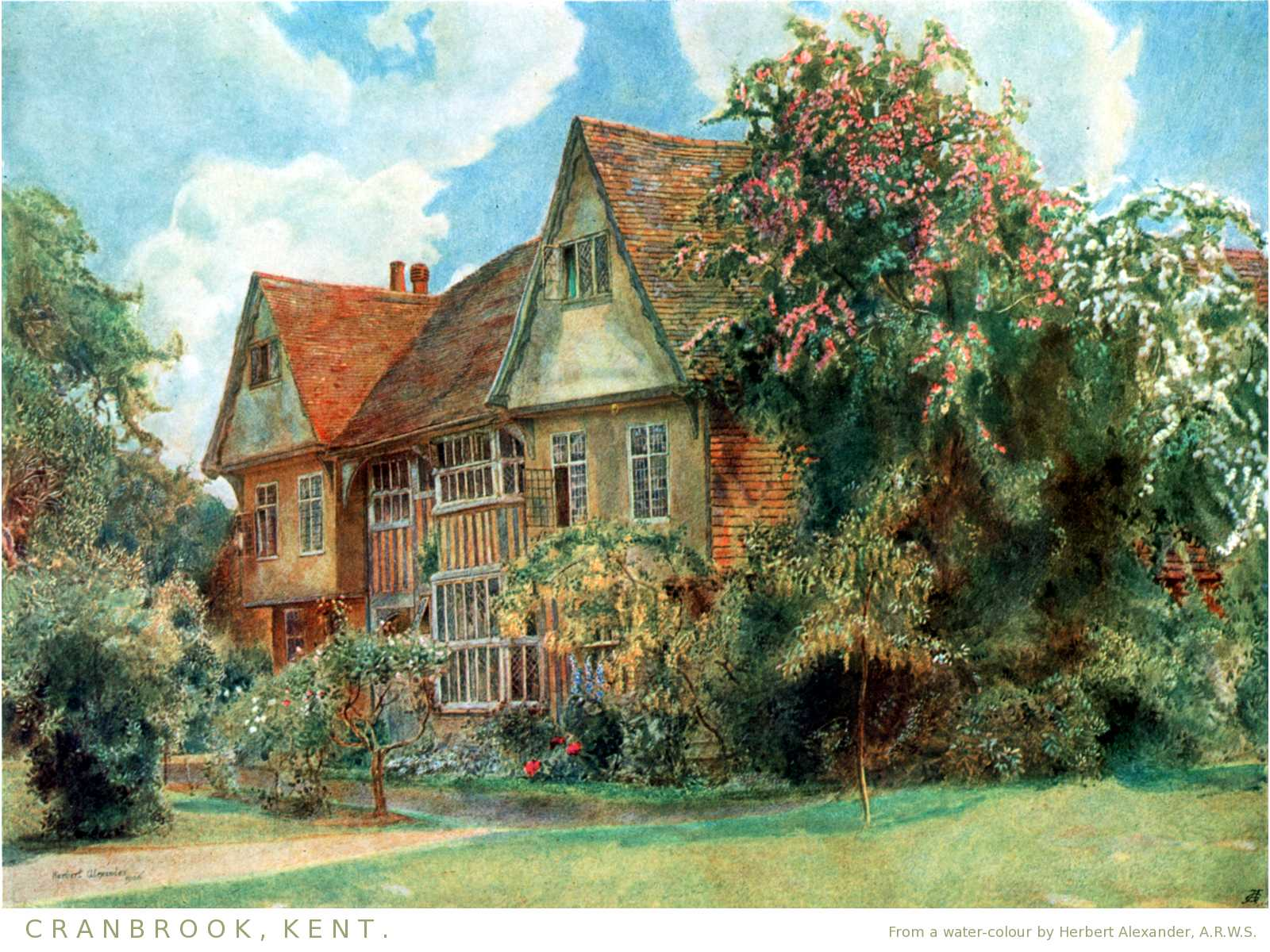
Cottage du Kent (1906).
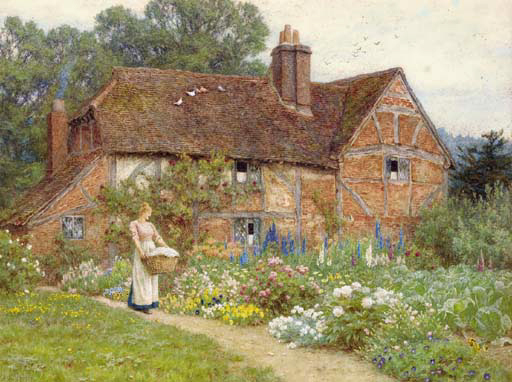
Aquarelle d'Helen Allingham (1909).

Ce type de « jardin potager envahi par des fleurs » inspiré des jardins à l'anglaise, est défini entre autres en 1713 par le poète anglais Alexander Pope comme « d'aimable simplicité d'une nature sans fioritures ». Vita Sackville-West en dit « C’est un endroit où les plantes poussent entremêlées, les arbustes à fleurs se fondent dans les rosiers, les plantes herbacées cohabitent avec les bulbes, les plantes grimpantes s’étalent par-dessus les haies et les graines germent là où elles choisissent de se semer. »,.

Quelques exemples
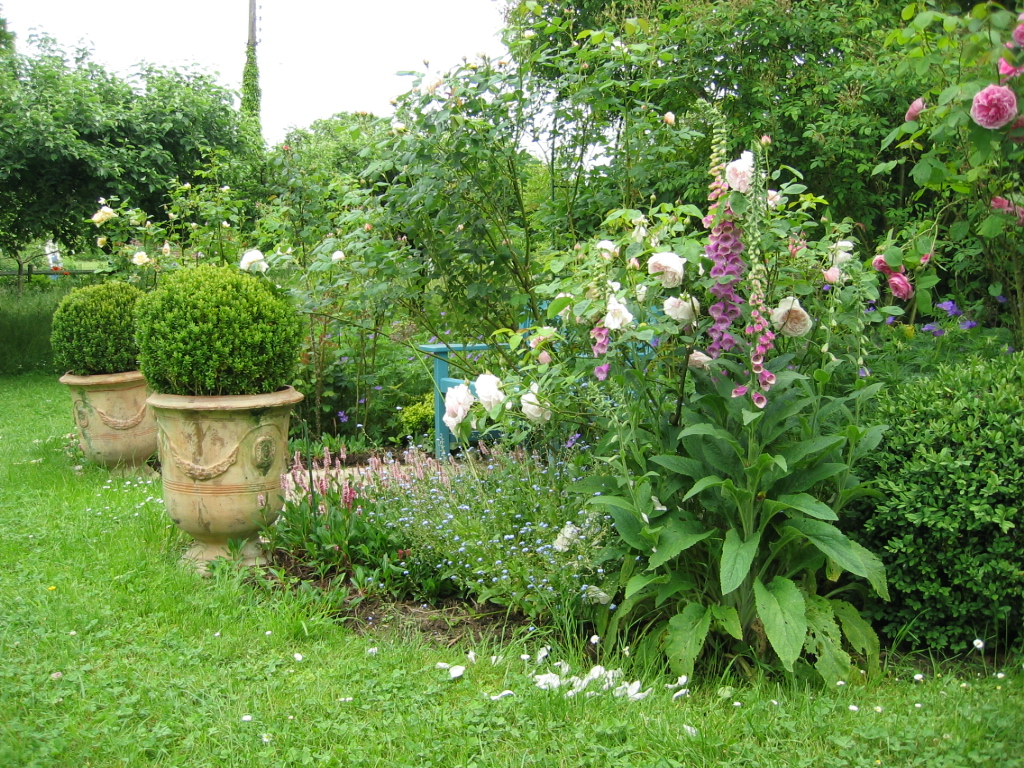
Jardin à la Faulx (Bourgogne-Franche-Comté).
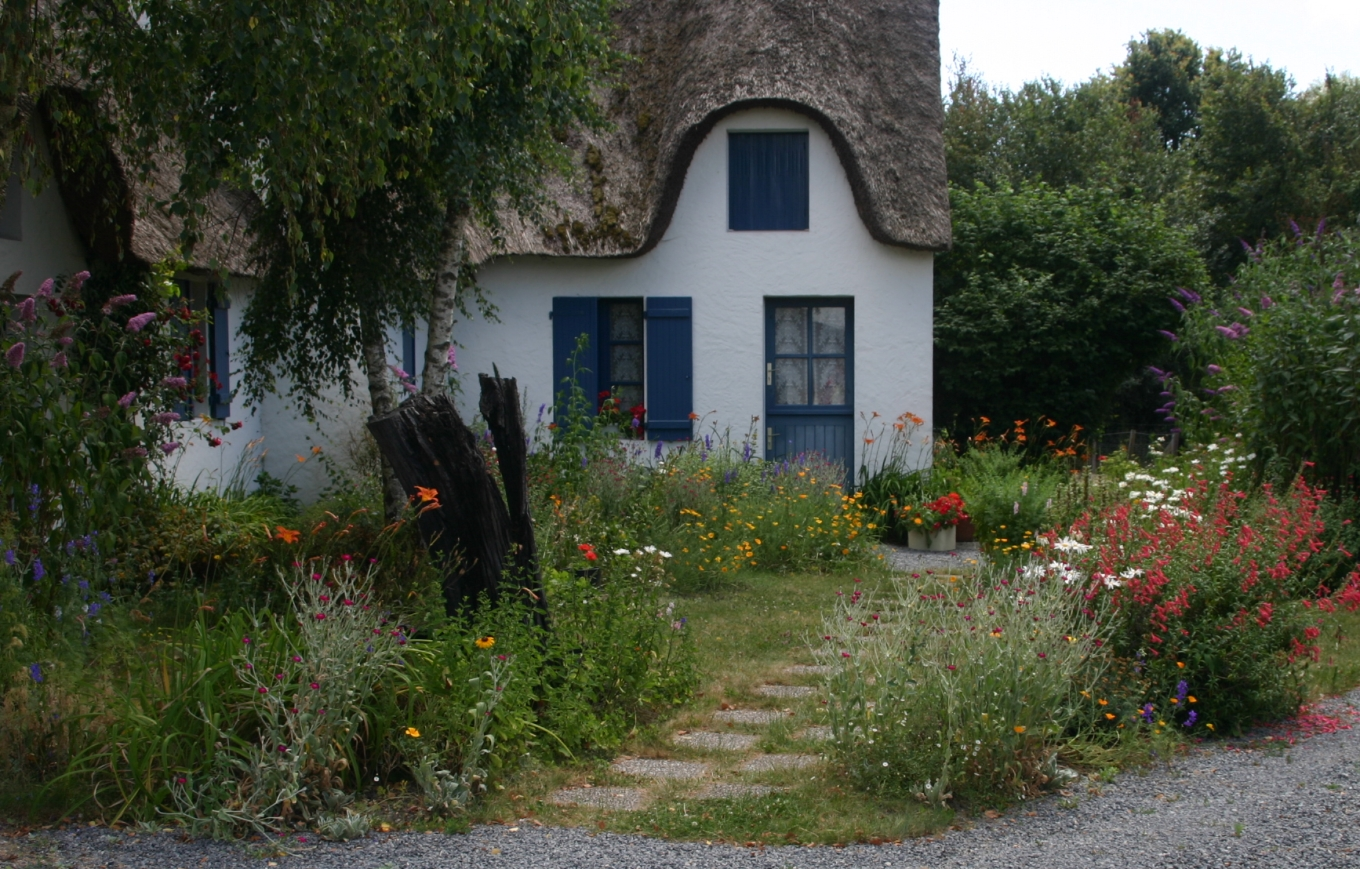
Loire-Atlantique.
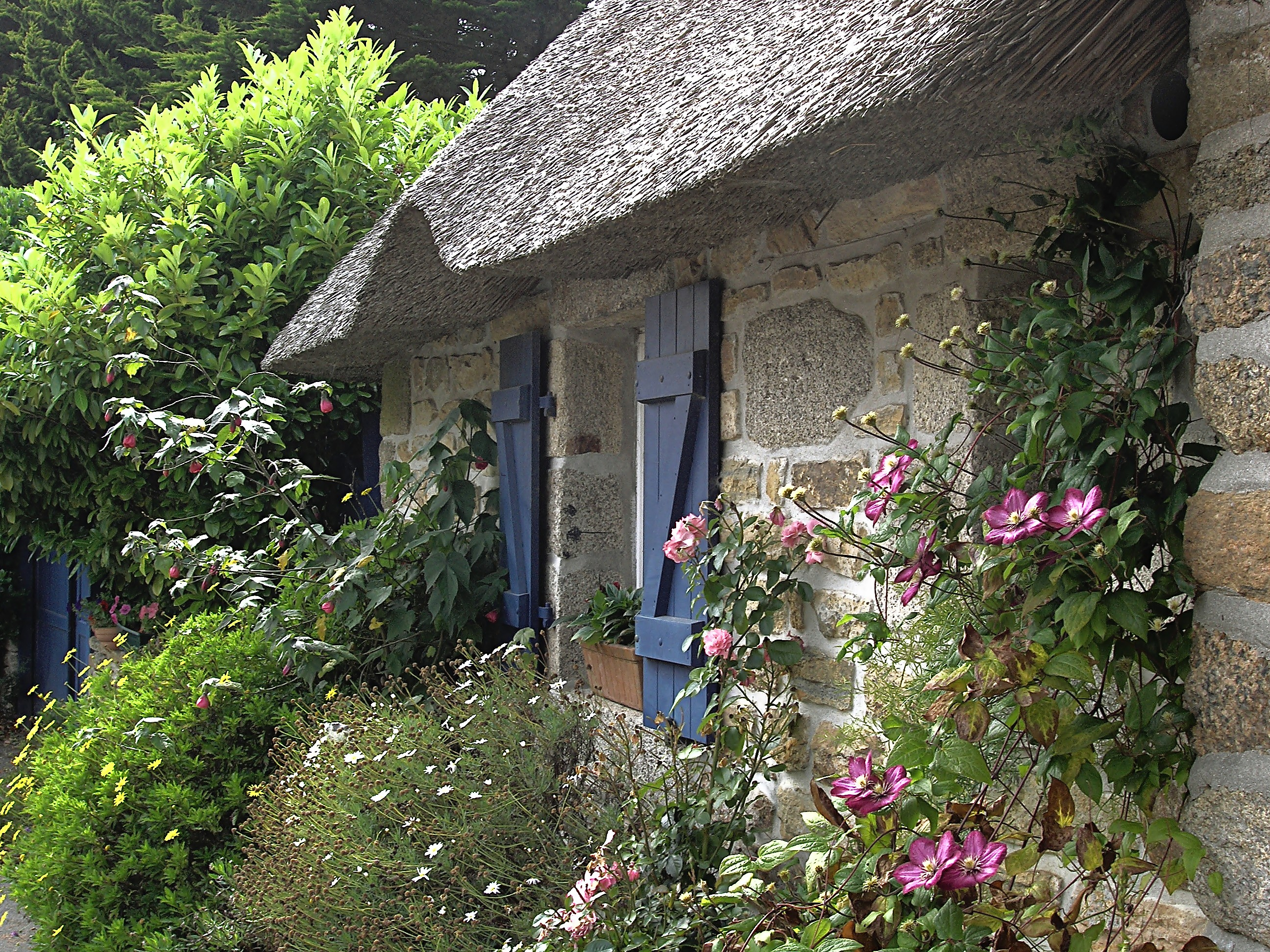
Finistère (Bretagne).
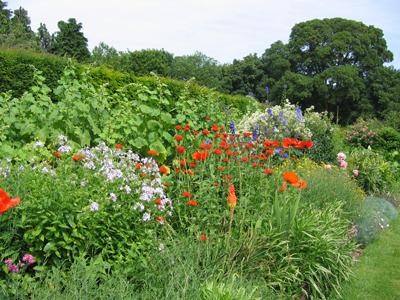
Cottage garden anglais de Gertrude Jekyll.
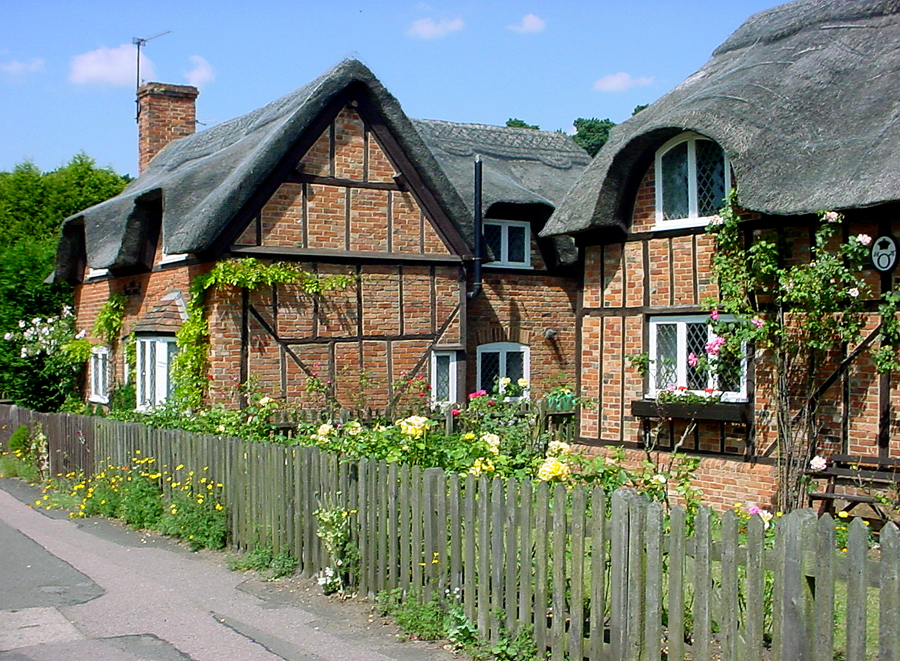
Cottage anglais (XIXe siècle).
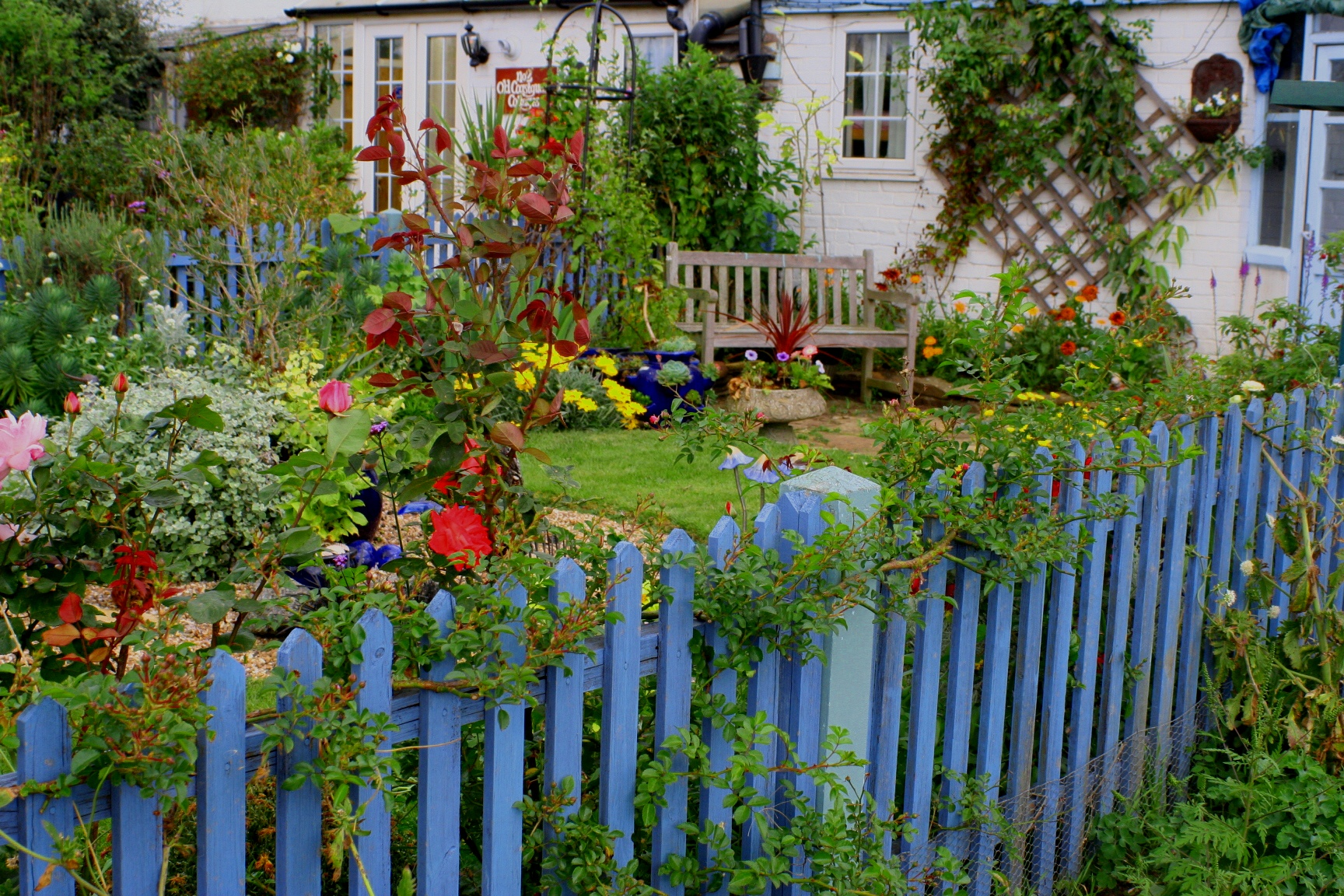
Seaside garden (Angleterre).
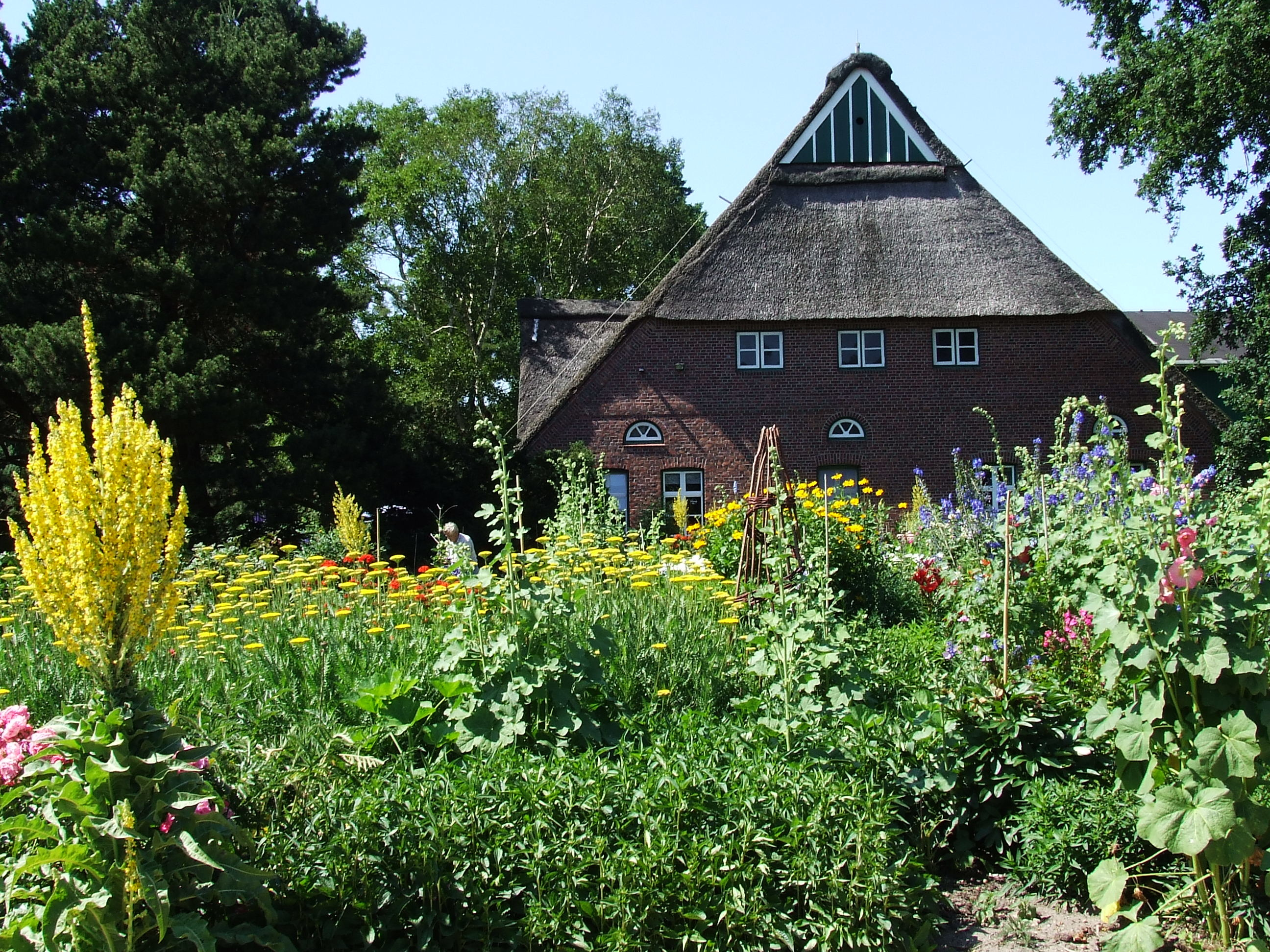
Cottage garden (Allemagne).
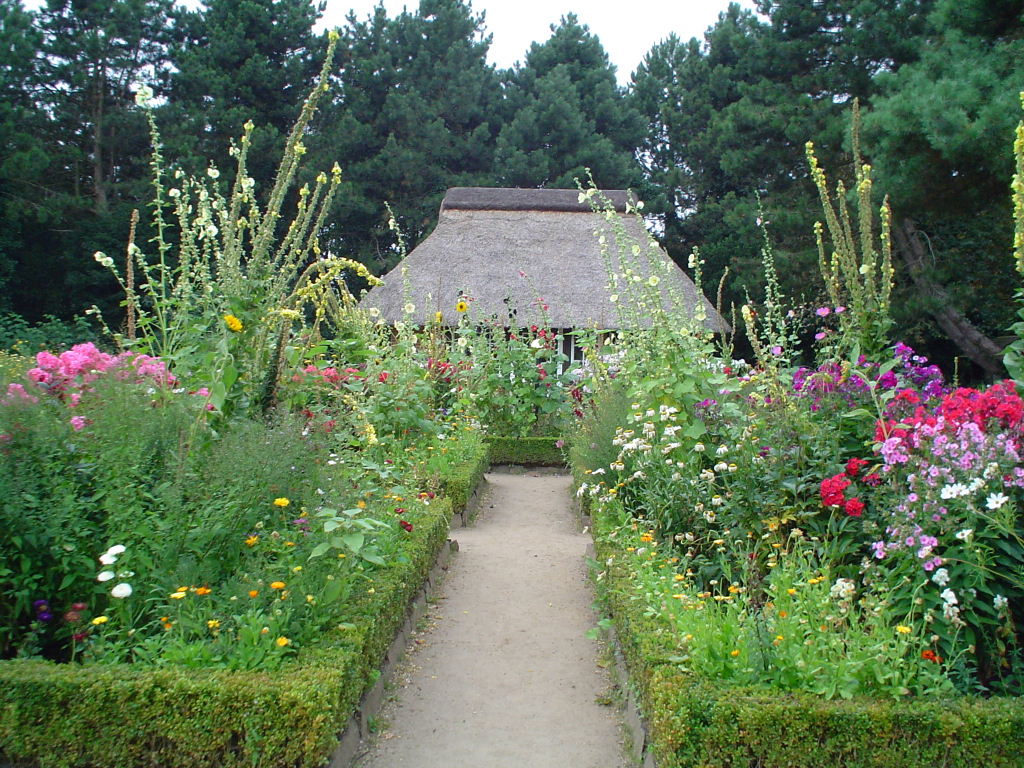
Jardin botanique de Hambourg (Allemagne).
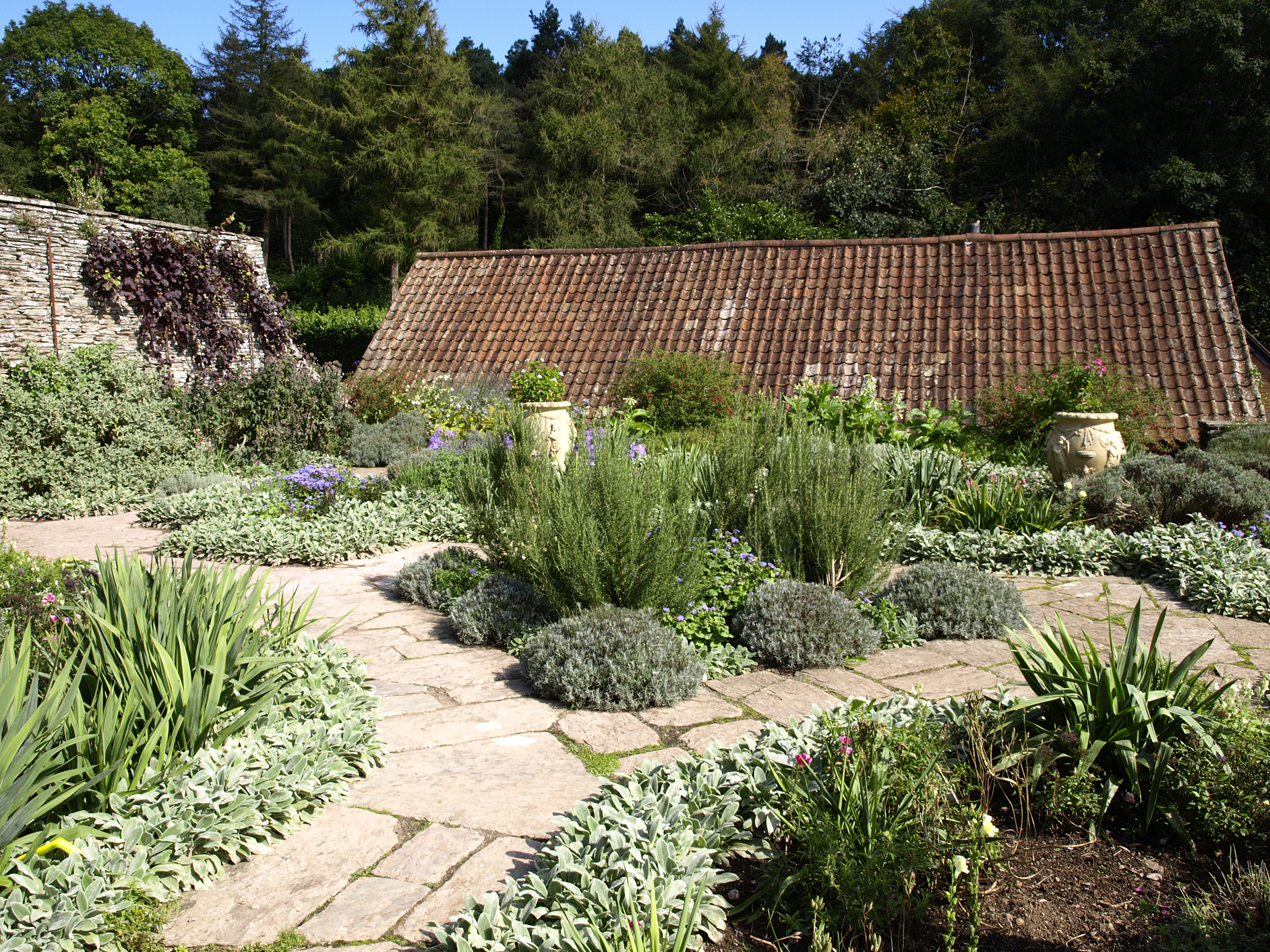
Hestercombe House (Angleterre).
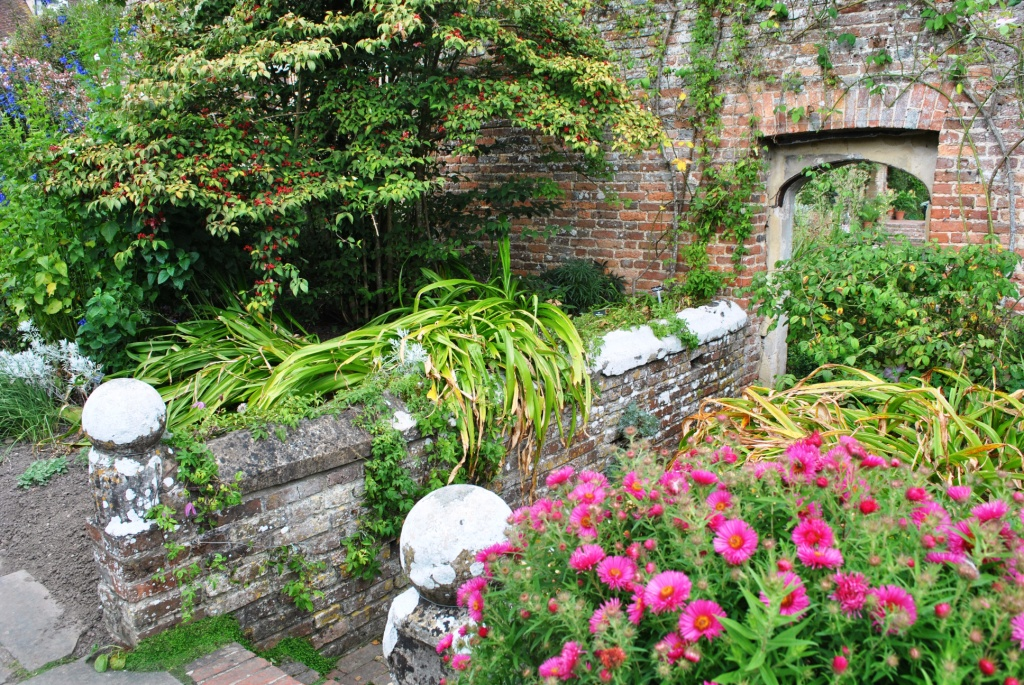
Cottage garden du château de Sissinghurst de Vita Sackville-West (Angleterre).

Il se décline selon d'innombrables variantes personnelles et régionales, avec des roses traditionnelles pour emblème,,, construit avec des matériaux simples, des plantations denses de mélange de plantes ornementales et comestibles en pêle-mêle, d'arbustes, et d'arbres fruitiers et ornementaux (groseillier, framboisier, pommier, poirier...) avec puits, et mobilier de jardin... 
Ils sont fleuris avec des fleurs simples aux combinaisons de couleurs harmonieuses, telles que des primevère, calendula, violette, campanule, crocus, ancolie, cosmos bipinnatus, pois de senteur, lupin, rose trémière, muflier, pavot, iris, muguet de mai, digitale, pied-d'alouette, marguerite, œillet de poète, pivoine... ainsi qu'avec des herbes aromatiques, des graminées ornementales, des plantes grimpantes (glycine, clématite, chèvrefeuille.).

## Quelques exemples
- Cottage d'Anne Hathaway en Angleterre (XVe siècle).
- Jardin à la Faulx.
- Maison et jardins de Claude-Monet - Giverny.
- Maison Hobbit du monde imaginaire de la Terre du Milieu.

Maisons Hobbit
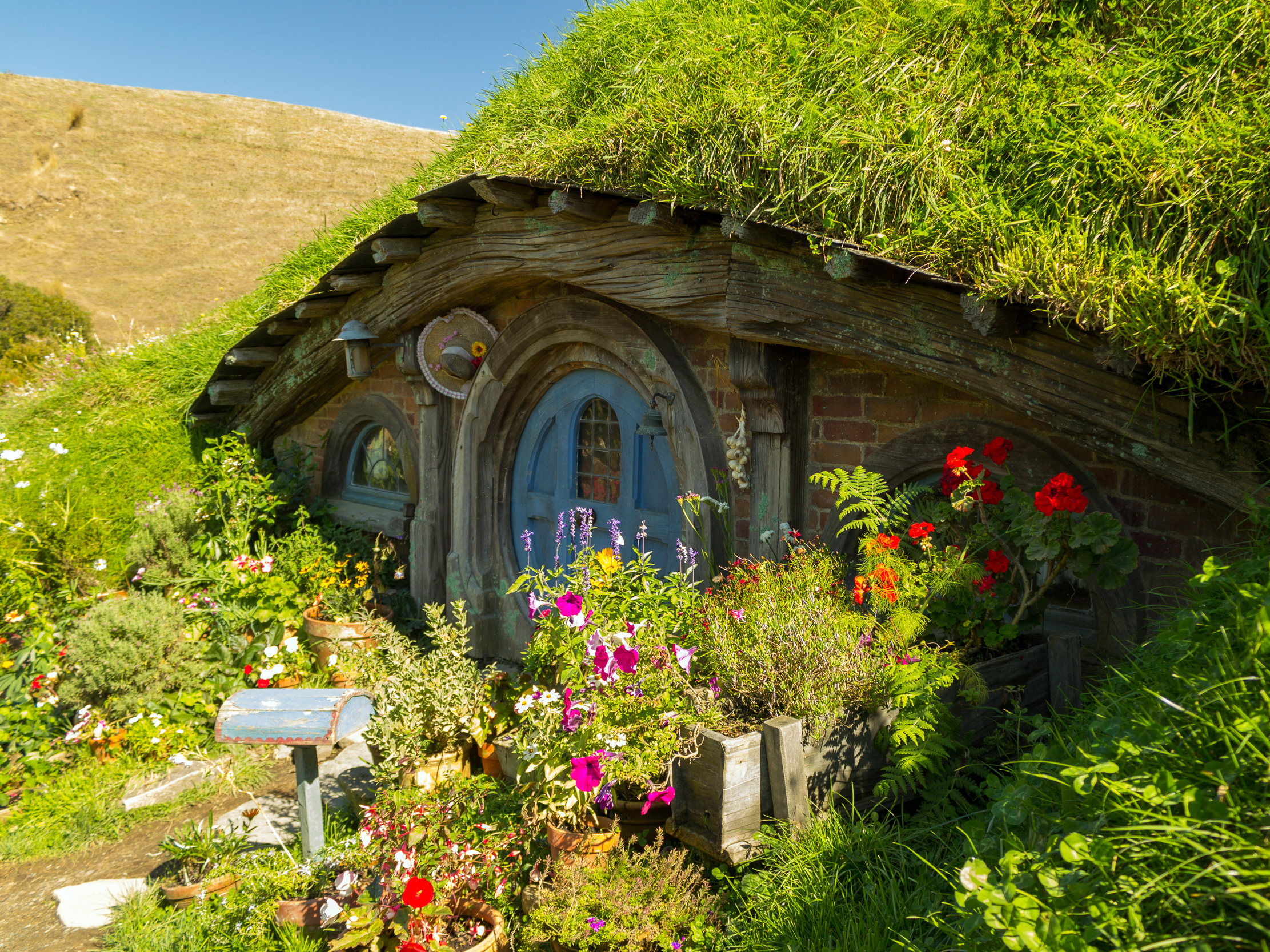
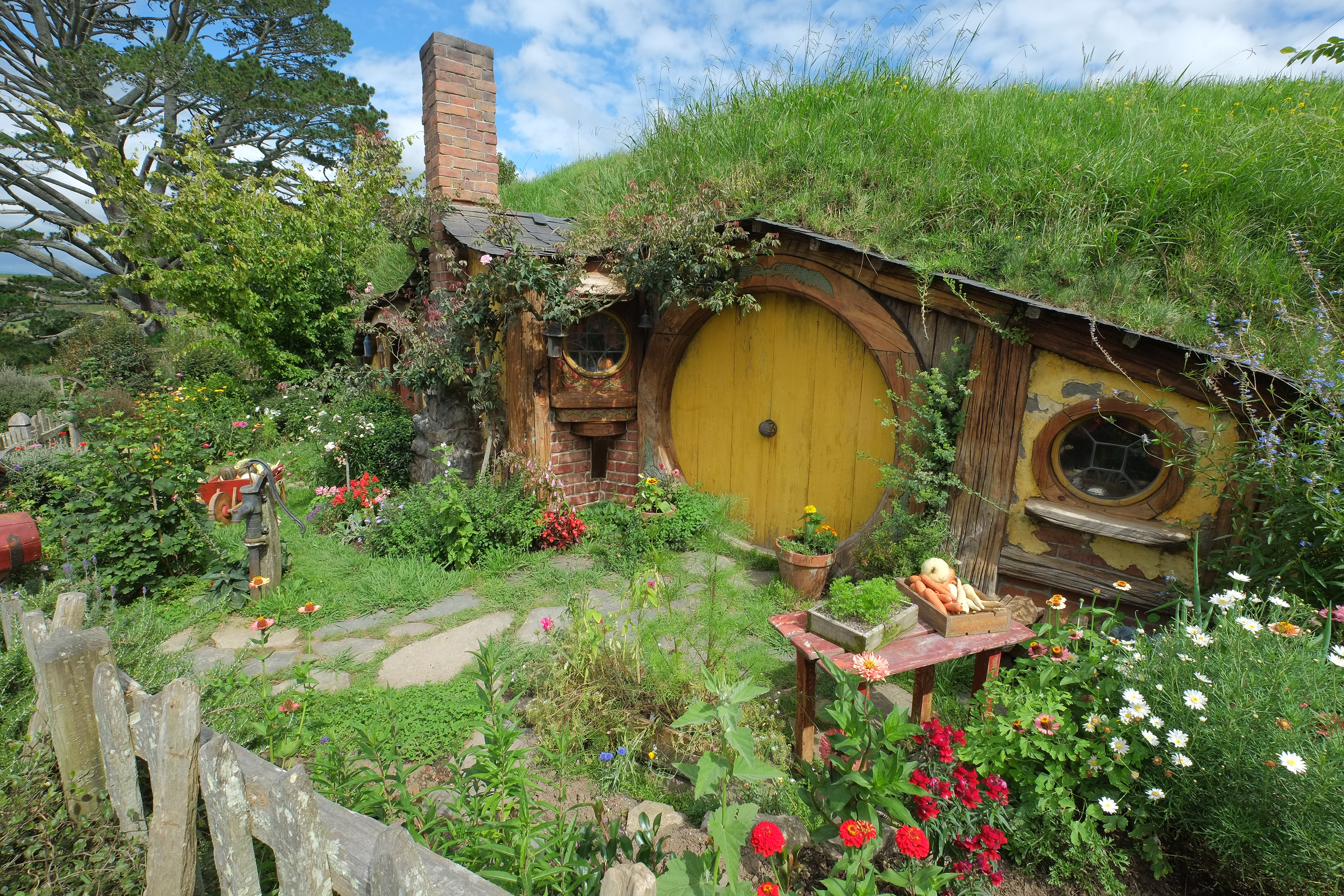
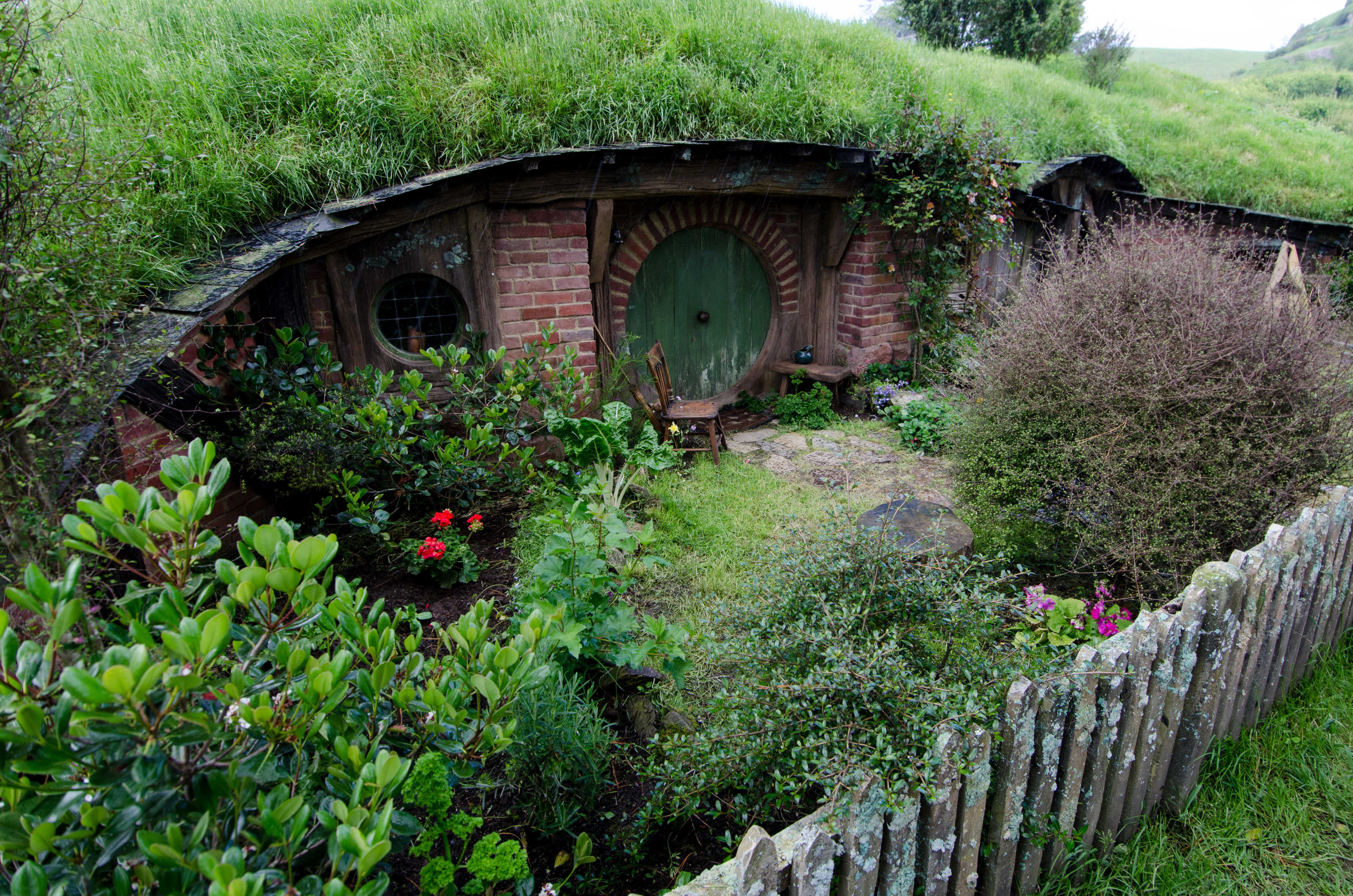
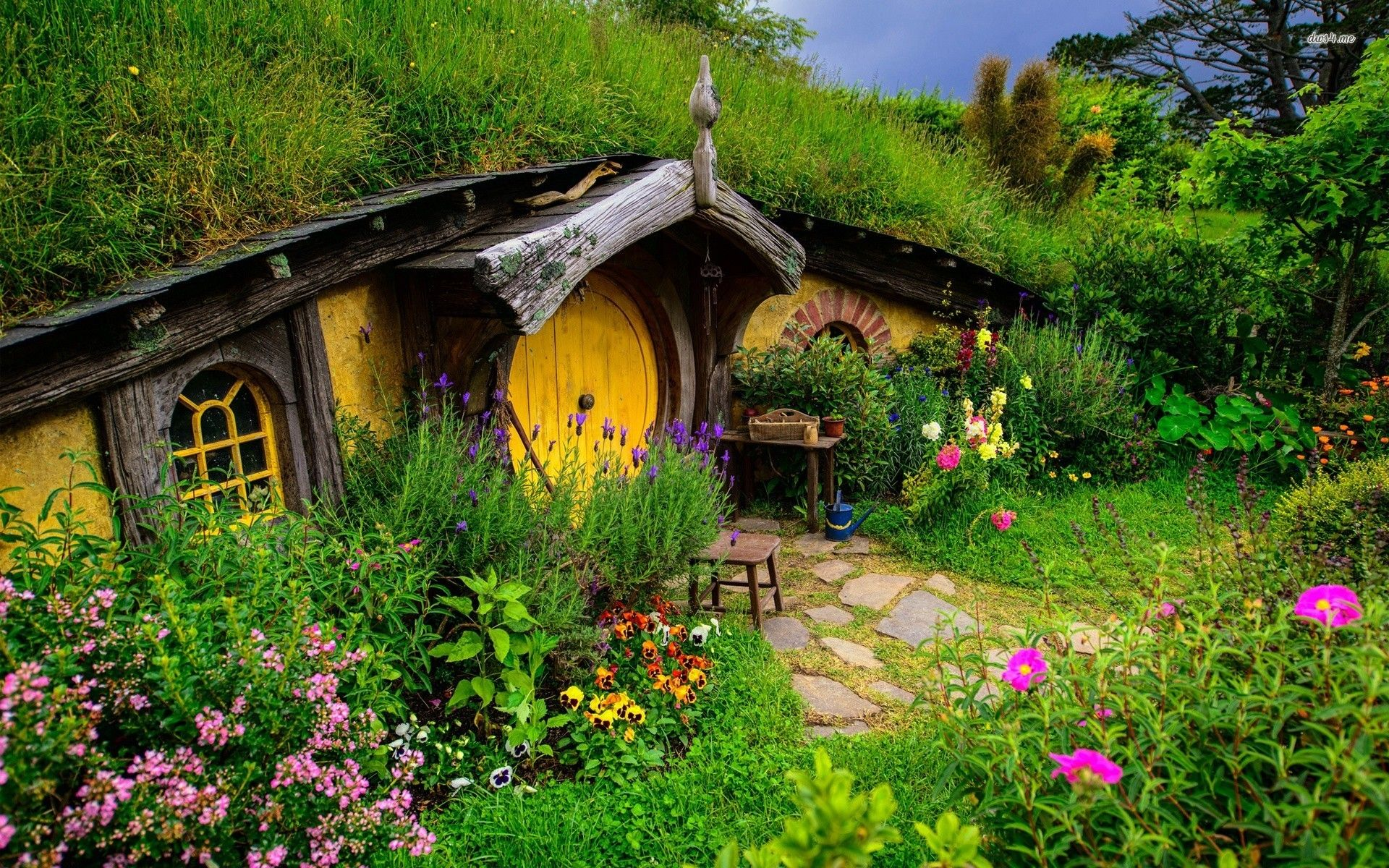